# Ueda Miyoji
 (décembre 2024).
Ueda Miyoji (上田 三四二 ; né le 21 juillet 1923 dans la préfecture de Hyōgo et mort le 8 janvier 1989) est un poète et critique littéraire japonais.

## Biographie
Ueda Miyoji obtient son diplôme de médecine à l'Université de Kyoto. Il travailla comme interne à l'hôpital de son alma mater et commença à écrire après ses études. En 1961, il reçut le Gunzō Young Talent Prize pour son travail sur Saitō Mokichi (1882-1952). En 1979, il reçu le prix Hirabayashi Taiko pour Utsushimi kono nai naru shizen et Dosutoefusuki. Il reçut le prix Yomiuri dans la catégorie biographies en 1984 pour Kono yo kono sei. En 1986, il reçu le Prix Noma pour Shimaki Akahiko, une biographie du poète (Tanka) Shimaki Akahiko, et l'année suivante, il reçut le Prix de l'Académie japonaise des arts pour sa contribution à la poesie Tanka et à la littérature.

## Sources
- S. Noma: Ueda Miyoji. In: Japan. An Illustrated Encyclopedia. Kodansha, 1993.  (ISBN 4-06-205938-X)